# Durangoskrika
Durangoskrika (Cyanocorax dickeyi) är en fågel i familjen kråkfåglar inom ordningen tättingar. Den är endemisk för nordvästra Mexiko. Arten är fåtalig och minskar i antal, men beståndet anses ändå vara livskraftigt.

## Utseende
Durangoskrikan är en stor (35,5–38 cm) skrika med spektakulär fjäderdräkt. Kännetecknande är en stor och spretig huvudtofs, gula ögon, svart på hjässa, strupe och i ett band över örontäckarna, mörkblått på ovansidan inklusive längst in på stjärten, medan stjärtspetsen och resten av fjäderdräkten är vit.

## Utbredning och systematik
Fågeln förekommer i  bergsskogar i nordvästra Mexiko (Sinaloa, Durango och Nayarit). Den behandlas som monotypisk, det vill säga att den inte delas in i några underarter.

## Levnadssätt
Durangoskrikan hittas i blandskog med tall och ek i bergstrakter på mellan 1 350 och 2 150 meters höjd. Den påträffas vanligen i smågrupper med upp till 16 individer, ofta i sällskap med granskrikor. Även häckningsbeteendet är socialt, där varje par får hjälp av upp till åtta andra individer, varav de flesta verkar vara ungfåglar.

## Status och hot
Arten är relativt fåtalig, har ett rätt begränsat utbredningsområde och tros minska i antal, dock inte tillräckligt kraftigt för att den ska betraktas som hotad. Internationella naturvårdsunionen IUCN listar arten som nära hotad (LC). Beståndet uppskattas till i storleksordningen mellan 10 000 och 20 000 vuxna individer.

## Namn
Fågelns vetenskapliga namn hedrar Donald Ryder Dickey (1887–1932), en amerikansk zoolog, fotograf, författare och samlare av specimen.